# 安賽樂
安賽樂（Arcelor S.A.），是世界上最大的鋼鐵生產公司，鋼產量是世界第二大，營業額302億元，2004年出貨量為45萬公噸。該公司由合併阿塞拉利亞（西班牙），Usinor（法國）和Arbed（盧森堡）在2002年合併後創建。
安賽樂現在是安賽樂米塔爾的一部分。

## 連結
- ArcelorMittal Homepage （页面存档备份，存于）
- ArcelorMittal Constructalia （页面存档备份，存于）
- Yahoo! - Arcelor SA Company Profile （页面存档备份，存于）
- Mittal Steel unveils Arcelor bid （页面存档备份，存于） - BBC News
- Timeline of events for Arcelor-Mittal deal
- Lakshmi Mittal buys Arcelor - Agarwal Today Special Report